# Kikkererwt
De kikkererwt, keker, kekererwt of garbanzo (Cicer arietinum), is een eenjarige plant en eetbare peulvrucht, uit de vlinderbloemenfamilie (Leguminosae of Fabaceae) en de onderfamilie Papilionoideae of Faboideae.
In Anatolië wordt de kikkererwt al meer dan 8000 jaar geteeld. Van daaruit werd de kikkererwt verspreid naar het Middellandse Zeegebied en India. Ze stamt waarschijnlijk af van de in het wild groeiende Cicer reticulatum, die nog steeds de naaste levende verwant is.
De plant wordt 20–50 cm hoog en is klierachtig behaard. De bladeren zijn oneven geveerd met dertien tot zeventien elliptische of omgekeerd-eironde blaadjes, waarvan de rand aan de top gezaagd is. De plant bloeit in juni en juli met witte of roodblauwe bloemen. De steel van de peul is naar beneden gebogen. Er zitten twee tot drie zaden in de ongeveer 3 cm lange peul. 
Kikkererwten hebben een subtropisch of tropisch klimaat nodig en meer dan 400 mm jaarlijkse regenval. Ze kunnen in een gematigd klimaat groeien, maar de opbrengst is dan veel lager.

## Gebruik
Anno 2019 wordt de kikkererwt in veel subtropische gebieden geteeld. De belangrijkste teeltgebieden zijn India, Pakistan, Turkije, Australië, Marokko en Iran.
Naast de gele, bruine en zwarte zijn er ook jonge groene kikkererwten. De bruine kikkererwten worden ook wel desi of kala chana genoemd. Zwarte kikkererwten of ceci neri zijn een bijzondere variëteit uit de zuidelijke regio's van Italië, Apulië en Basilicata.
Van gekookte kikkererwten en onbewerkt kikkererwten-meel wordt onder meer hummus en falafel, chips en patat gemaakt. Geroosterd kunnen ze ook als snack worden gegeten.

## Wereldwijde productie
| Topproducenten van kikkererwten 2018 | Topproducenten van kikkererwten 2018 |
| Land                                 | Productie (ton)                      |
| ------------------------------------ | ------------------------------------ |
| India                                | 11.380.000                           |
| Australië                            | 998.231                              |
| Turkije                              | 630.000                              |
| Rusland                              | 620.400                              |
| Verenigde Staten                     | 577.970                              |
| Ethiopië                             | 515.642                              |
| Myanmar                              | 509.856                              |
| Mexico                               | 351.796                              |
| Pakistan                             | 323.364                              |
| Canada                               | 311.300                              |

## Inhoudsstoffen
Kikkererwten bevatten per 100 g ongeveer:
- 55 g koolhydraten
- 20 g eiwit
- 15 g voedingsvezels
- 5 g vet
- veel lysine en tryptofaan, vitamine B1, B6, foliumzuur, magnesium, ijzer, kalium, calcium en zink.
- Energetische waarde: 535 kJ (127 kcal)

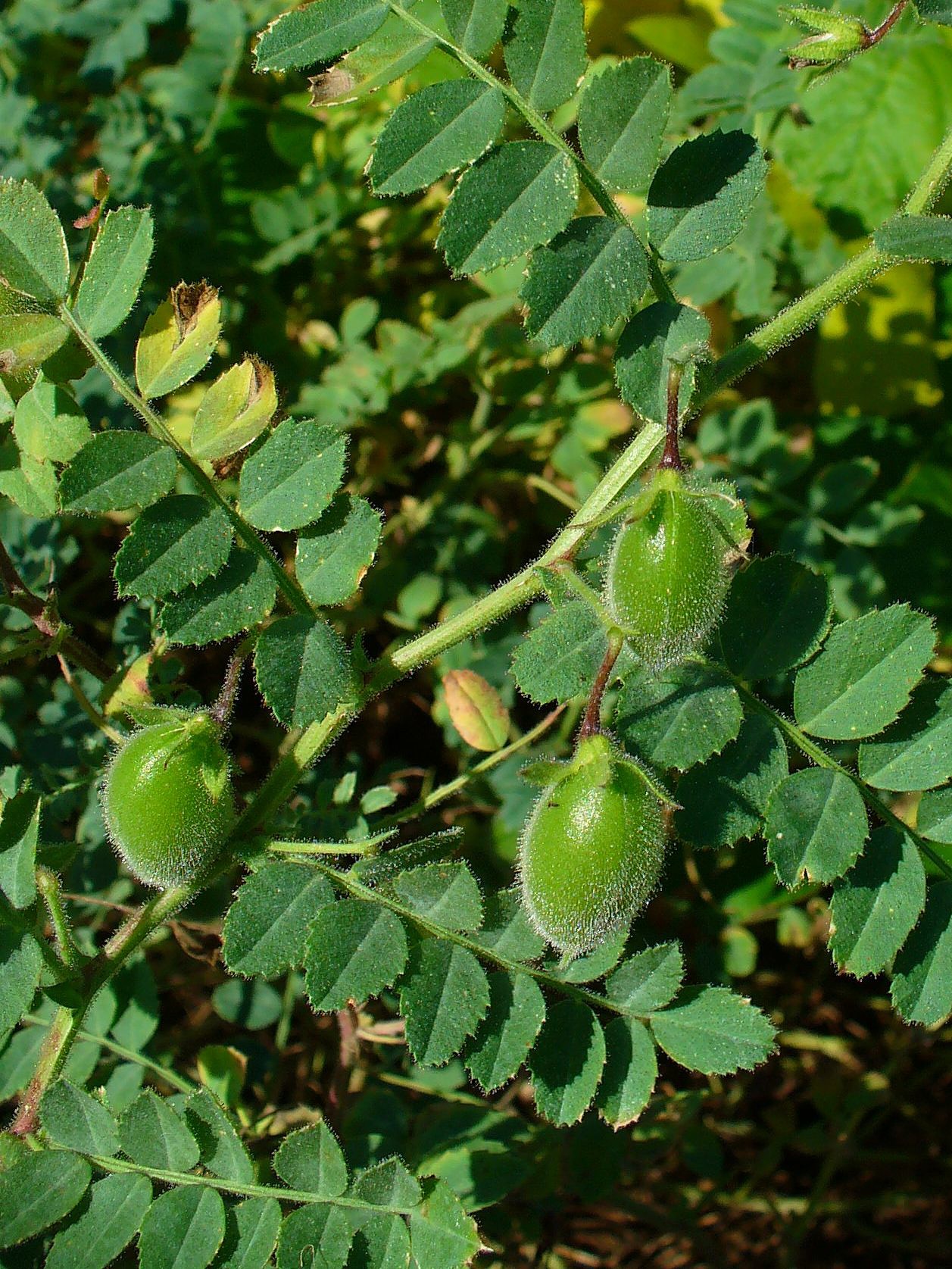
Peulen
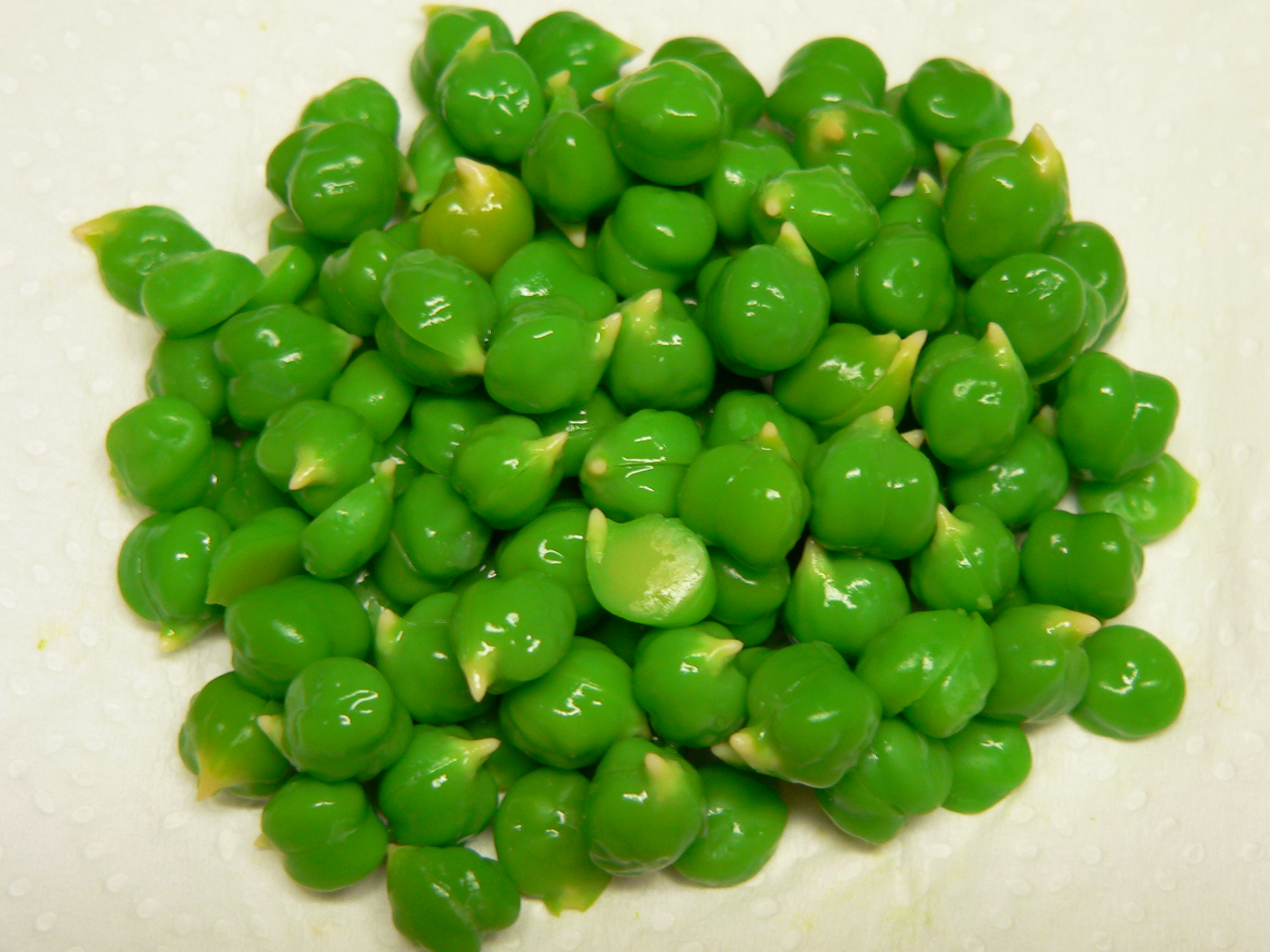
Jonge groene kikkererwten
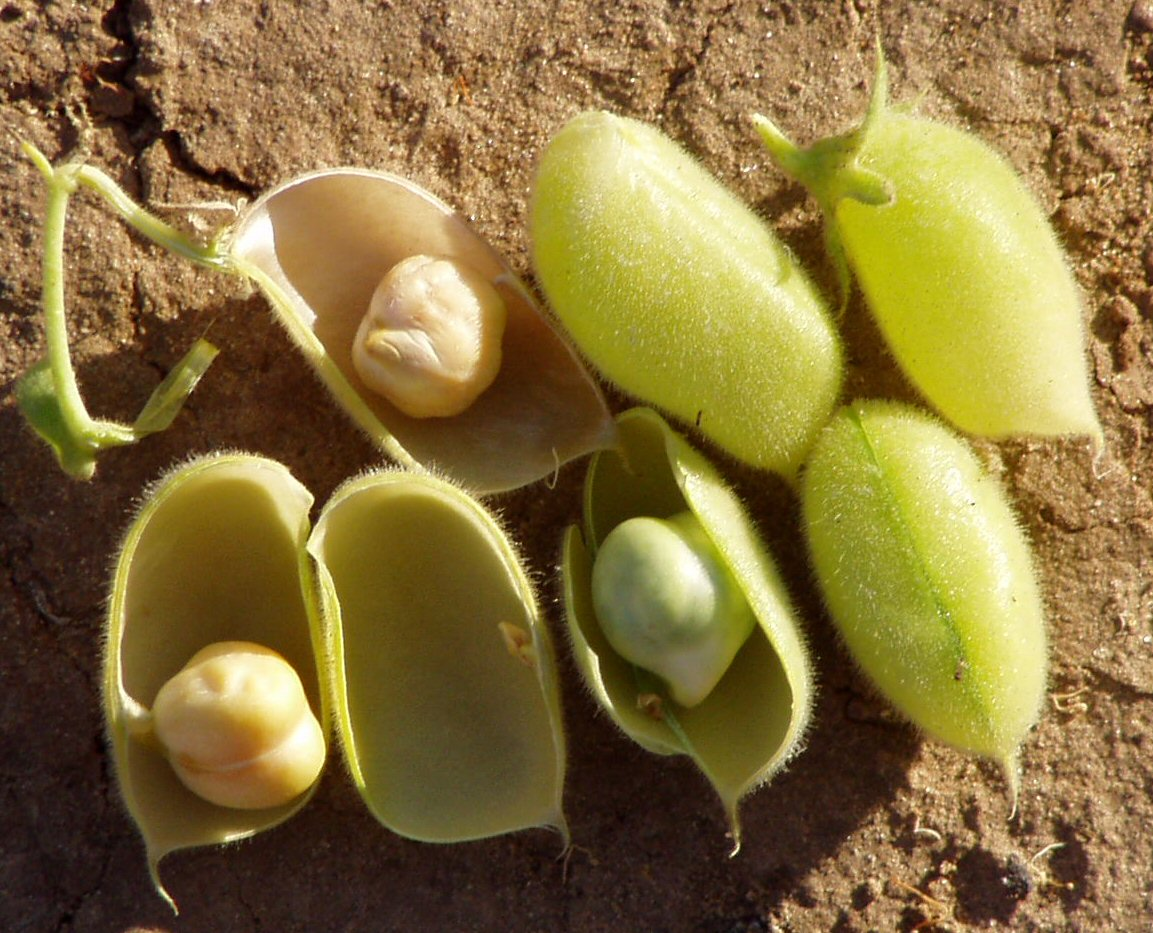
Peulen en zaden

## Divers
Er is een Turks sprookje over een jongetje zo groot als een kikkererwtje, zie Kikkererwtje.
Het cognomen van Marcus Tullius Cicero zou ontstaan zijn als bijnaam voor een van zijn voorouders, die naar verluidt een wrat in de vorm van een kikkererwtje (in het Latijn cicer) op zijn neus had.